# Battista Visconti

Stemma Visconti

Battista Visconti (... – 18 settembre 1516) è stato il figlio di Francesco, consignore di Somma Lombardo e Agnadello.

## Biografia
Nato intorno alla metà degli anni '40 del XV secolo da Francesco Visconti (?-dopo 1474), figlio di Gianbattista e di Regola Galeazzi, e da Elisabetta Bussoni (figlia di Francesco, conte di Carmagnola, e Antonia Visconti di Ierago), sposò Giovanna Pusterla di Pietro. Fu uno dei più importanti esponenti del partito ghibellino milanese, per tutta la vita filo-sforzesco. Morì nell'autunno del 1516.
Nel 1467 a motivo di contrasti avuti con il duca Galeazzo Maria Sforza, fuggì da Milano con Girolamo Olgiati (poi tra gli assassini dello stesso duca nel complotto del 26 dicembre 1476); nel contempo il padre Francesco venne radiato dal Consiglio segreto e pure sui cugini Francesco Castiglioni di Casciago e Bernabò Sanseverino si abbatterono le ire del duca.
Dopo il fallimento della reggenza di Bona di Savoia e la caduta di Cicco Simonetta, voluta fortemente da Pietro Pusterla (suocero di Battista), il Visconti iniziò la sua ascesa politica all'ombra della corte di Ludovico il Moro e in parallelo alla carriera dei cugini Antonio e Galeazzo Visconti.

## Discendenza
Sposò Giovanna Pusterla, dalla quale ebbe cinque figli:
- Luigi, cavaliere
- Ottone, religioso
- Ermes (?-1521), sposò Bianca Maria Scapardone (1500-1526)
- Lucia, sposò Antonio Pallavicino
- Francesco (?-1526 ca.), uomo d'armi